# Erik von Detten
Erik Thomas von Detten (San Diego, 3 oktober 1982) is een Amerikaans acteur en voormalig kindster van Duitse afkomst. Hij maakte in 1991 zijn film- en acteerdebuut in All I Want for Christmas en was sindsdien te zien en/of horen in meer dan tien andere filmtitels, meer dan twintig inclusief televisiefilms.
Von Detten was behalve in films ook in terugkerende rollen te zien in meer dan zeventig afleveringen van verschillende (jeugd)televisieseries, zoals So Weird, Dinotopia en Complete Savages. Eenmalige gastrollen had hij in onder meer ER, 7th Heaven, The Wild Thornberrys, Law & Order: Special Victims Unit, Charmed, 8 Simple Rules, Malcolm in the Middle en Bones.

## Filmografie
*Exclusief vijf+ televisiefilms
- Toy Story 3 (2010, stem)
- Girl, Positive (2007, televisiefilm)
- Smile (2005)
- After School Special (2003)
- American Girl (2002)
- Recess Christmas: Miracle on Third Street (2001)
- The Princess Diaries (2001)
- Recess: School's Out (2001, stem)
- Tarzan (1999, stem)
- Brink! (1998)
- Leave It to Beaver (1997)
- Hercules (1997, stem)
- Amanda (1996)
- Toy Story (1995, stem)
- Top Dog (1995)
- All I Want for Christmas (1991)

## Televisieseries
*Exclusief eenmalige gastrollen
- Complete Savages - Chris Savage (2004-2005, achttien afleveringen)
- Dinotopia - Karl Scott (2002-2003, elf afleveringen)
- The Legend of Tarzan - Flynt (2001, vier afleveringen)
- So Weird - Clu Bell (1999) (1999-2001, twintig afleveringen)
- Recess - Erwin Lawson (1998-2001, vijf afleveringen)
- Odd Man Out - Andrew Whitney (1999-2000, dertien afleveringen)

- Biblioteca Nacional de España: XX1498475
- Gemeinsame Normdatei: 1061733009
- International Standard Name Identifier: 0000 0000 4207 4834
- Library of Congress Control Number: no96057274
- Nationale Bibliotheek van Israël: 987009886325705171
- Virtual International Authority File: 70988137
- WorldCat: E39PBJqFHq6BmKt3KCVdtYFVG3